# 힐러리 퍼트넘
힐러리 화이트홀 퍼트넘(Hilary Whitehall Putnam, 1926년 7월 31일 ~ 2016년 3월 13일)은 현대 미국의 철학자이며 수학자이다. 그는 1960년대 이래로 분석 철학에서 두각을 나타냈으며, 특히 심리 철학, 언어 철학, 과학 철학 분야에서 활약했다.
퍼트넘은 자신의 철학적 입장을 자주 바꾸는 것으로 유명했다. 심리철학에서, 퍼트넘은 마음의 다중 실현 가능성에 대한 그의 가설에 기초한 정신적, 육체적 상태의 유형 정체성에 대한 그의 주장과, 심신 문제에 관한 영향력 있는 이론인 기능주의의 개념으로 알려져 있다. 언어 철학에서 솔 크립키와 다른 사람들과 함께, 그는 인과적 지시 이론(en:causal theory of reference)을 개발하고, 독창적인 의미론을 만들어냈으며, 쌍둥이 지구라고 불리는 사고 실험에 기초한 의미에 대한 외재론의 개념을 도입했다.
수학 철학에서, 그와 그의 멘토인 윌러드 밴 오먼 콰인은 수학 실체의 실재론에 대한 논증을 개발했다. 인식론에서, 그는 "통 속의 뇌" 사고 실험으로 알려져 있다. 형이상학에서, 그는 원래 형이상학적 실재론을 지지했지만, 마침내 가장 노골적인 비판자가 되었다. 그가 "내재적 실재론"라고 부른 입장을 지녔고, 나중에 그것을 포기했다. 이러한 시각의 변화에도 불구하고, 그의 경력 내내 그는 과학적 실재론에 전념했다.
지각에 대한 철학에서 퍼트넘은 직접적인 실재론을 지지했다. 이에 따르면 지각적 경험은 외부 세계와 직접적으로 연관되어 있다. 그는 정신과 세계 사이에 존재하는 정신적 표현, 감각 데이터 또는 다른 매개체가 없다고 한 번 더 주장했다. 그러나 또 철학적 입장을 바꾸었다. 그의 후기 작품에서, 퍼트넘은 미국의 실용주의, 유대교 철학, 그리고 윤리학에 점점 더 관심을 갖게 되었고, 다양한 철학 전통에 관여하게 되었다. 그는 때때로 정치적으로 논란이 되는 인물이었는데, 특히 1960년대 후반과 1970년대 초반에 진보 노동당에 관여한 것으로 인해 더욱 그러했다. 사망 당시, 퍼트넘은 하버드 대학의 명예교수였다.

## 생애
시카고에서 태어나, 펜실베이니아 대학교에서 수학과 철학을 전공했으며, 1951년 캘리포니아 대학교 로스앤젤레스에서 한스 라이헨바흐의 지도로 철학 박사 학위를 받았다. 2000년 6월 은퇴했다.

## 같이 보기
- 미국 철학